# 基恩蒂河畔塞拉瓦莱
基恩蒂河畔塞拉瓦莱（義大利語：Serravalle di Chienti），是意大利马尔凯大区马切拉塔省的一个市镇。总面积96平方公里，人口1124人，人口密度11.7人/平方公里（2009年）。ISTAT代码为043052。